# Hongrie aux Jeux olympiques d'été de 1928

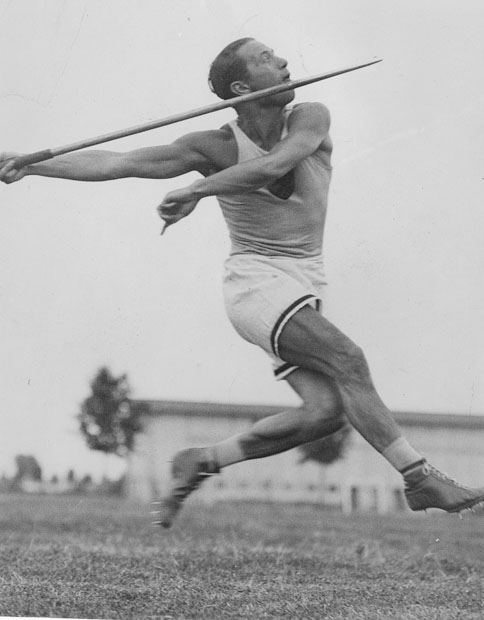
Szepes Béla obtient l'argent au lancer du javelot.

La participation des athlètes hongrois aux Jeux olympiques de 1928, à Amsterdam, est la septième de leur histoire olympique. Représentés par une délégation de 109 athlètes, les Magyars  se classent à la neuvième place au rang des nations, avec un bilan de 9 médailles. Comme aux Jeux olympiques d'été de 1924, c‘est en Escrime que les Hongrois se montrent le plus performant. Notamment dans l’épreuve de sabre devenue leur chasse gardée et qui leur permet de rapporter d’Amsterdam deux médailles d’or.

## Médailles
| Médaille                           | Nom | Sport      | Compétition                                    |
| ---------------------------------- | --- | ---------- | ---------------------------------------------- |
| Médaille d'or, Jeux olympiques     | Antal Kocsis                                                                                             | Boxe       | Poids mouches (-50,8 kg)                       |
| Médaille d'or, Jeux olympiques     | Ödön Tersztyánszky                                                                                       | Escrime    | Sabre individuel                               |
| Médaille d'or, Jeux olympiques     | Ödön Tersztyánszky, János Garay, Attila Petschauer Jószef Rády, Sándor Gombos, Gyula Glykais             | Escrime    | Sabre par équipes                              |
| Médaille d'or, Jeux olympiques     | Lajos Keresztes (en)                                                                                     | lutte      | Poids légers 62 - 67.5 kg                      |
| Médaille d'argent, Jeux olympiques | Béla Szepes                                                                                              | Athlétisme | Lancer du javelot                              |
| Médaille d'argent, Jeux olympiques | Attila Petschauer                                                                                        | Escrime    | Sabre individuel                               |
| Médaille d'argent, Jeux olympiques | István Bárány                                                                                            | Natation   | 100 m nage libre masculin                      |
| Médaille d'argent, Jeux olympiques | László Papp                                                                                              | Lutte      | Lutte Gréco-Romaine Poids moyens, 67.5 - 75 kg |
| Médaille d'argent, Jeux olympiques | István Barta, Sándor Ivády, Márton Homonnay Alajos Keserű, Olivér Halassy, József Vértesy Ferenc Keserű. | Water-polo |                                                |

## Sources
- (fr) Hongrie sur le site du Comité international olympique
- (en) Bilan complet sur le site olympedia.org